# EMD FL9
Az EMD FL9 (New Haven EDER-5 sorozat) villamos-dízelmozdonysorozat, amely hagyományos dízel-elektromos vagy harmadik sínről táplált villamosmozdonyként is képes üzemelni. Hatvan darabot gyártott 1956 októbere és 1960 novembere között a General Motors Electro-Motive Division a New York, New Haven and Hartford Railroad (a „New Haven”) számára.

## Fejlesztés
Az East River Tunnels, illetve a Grand Central Terminal és a Penn Station földalatti vágányain történő dízelkibocsátással kapcsolatos aggodalmak miatt a New York Citybe érkező személyvonatoknak régóta elektromos áramot kell használniuk, mivel a szén- és később a dízel kipufogógázok veszélyt jelentenek az emberi egészségre a zárt földalatti terekben. Ugyanakkor a New Haven pályájának nagy részét nem villamosították New Havenen túl. Annak érdekében, hogy a nem villamosított vonalakról a New York Citybe tartó személyvonatok mozdonycsere nélkül közlekedhessenek, a New Haven Railroad olyan mozdonysorozatot vásárolt, amely menet közben tudott váltani a dízel- és az elektromos meghajtás között.
Az EMD megoldása egy új mozdony volt, amely a meglévő FP9-en alapult, de meghosszabbították, hogy további felszerelések, például egy nagyobb vonatfűtő gőzkazán és az áramszedő saruk elhelyezésére alkalmas legyen. A többletsúly miatt a mozdonyt háromtengelyes hátsó forgóvázzal szerelték fel, ami szokatlan B-A1A tengelyelrendezést eredményezett. Flexicoil-forgóvázakat használtak, mivel az ilyen típusú forgóvázakon több hely volt a harmadik sín áramszedő sarujainak felszereléséhez.
Az FL9 elektromos üzemben képes volt arra, hogy pneumatikus hengerek által működtetett behúzható áramszedő saruk segítségével akár felső, akár alsó harmadik sínt használjon. Az első 30 mozdonyon egy kis egyenáramú pantográf is volt a New York-i Grand Central Terminal területén való használatra, ahol a harmadik sínben hosszú hézagok vannak, mivel a bonyolult pályaszerkezet számos vasúti váltót tartalmaz. A Pennsylvania Railroad Pennsylvania Stationben való működéshez az FL9 a Long Island Rail Road harmadik sínrendszerét használta.
A harmadik sínről rendelkezésre álló 660 voltos egyenáramú áramellátás megegyezett a dízelmozdonyok vontatómotorjainak követelményeivel, ami lehetővé tette a viszonylag egyszerű átalakítást kettős teljesítményű mozdonnyá. Egy egyenáramú elektromos kompresszor biztosította a fékrendszer levegőjét a dízelmotor beindításáig. Az FL9-esekből két sorozatot építettek; a kezdeti 30 darabot (köztük az eredeti 2000-es és 2001-es tesztegységeket, amelyek eredetileg Blomberg elülső forgóvázzal készültek, de később a tesztek után korszerűsítették azokat) 1956 októbere 1957 novembere között a régebbi 1750 hp (1305 kW) teljesítményű V16-os EMD 567C motorral, illetve további 30 darabot 1960 júniusa és novembere között az újabb 1800 hp (1342 kW) teljesítményű V16-os EMD 567D1 motorral. Minden egységet a piros-narancssárga, fekete-fehér McGinnis-festéssel és a Herbert Matter által tervezett „NH” logóval láttak el. Az FL9-eseket kezdetben a dízelmozdonyokon szokásos légkürt helyett a New Haven-egységek védjegyének számító Hancock-légsíppal szerelték fel.

## Használata
A Woodlawn és a Connecticut állambeli New Haven közötti, a Grand Centraltól 72 mérföldre keletre fekvő New Haven-pályát az 1900-as évek elején 11 000 voltos, 25 Hz-es váltakozó áramú felsővezetékkel villamosították. A New Haven volt az Egyesült Államokban a nagyvasúti villamosítás úttörője. A felsővezeték Bostonig történő meghosszabbítására vonatkozó korai tervek soha nem valósultak meg az állandó pénzügyi problémák miatt, amelyek a New Havent az 1920-as évektől kezdve az 1969-es megszűnéséig szinte folyamatosan sújtották. Ezáltal New Haven és Boston között rés keletkezett, ami miatt az e városok között közlekedő vonatoknak meg kellett állniuk New Havenben, hogy átálljanak a dízel- és a villanymozdonyok között. Ez meghosszabbította az utazási időt, amit a New Haven igyekezett csökkenteni.
Az FL9-esek lehetővé tették, hogy a Grand Central Terminalról induló személyvonatok Bostonba, Springfieldbe és más, nem villamosított célállomásokra is eljussanak anélkül, hogy New Havenben mozdonyváltásra lett volna szükség. Azzal a szándékkal vásárolták őket, hogy lehetővé tegyék a New Haven összes villanymozdonyának forgalomból való kivonását és a villamosítás megszüntetését a Connecticut állambeli Stamfordtól keletre, a Grand Centraltól 33 mérföldre. Az a tény, hogy a New York–Boston-vonalat később teljes egészében villamosították, mutatja ennek az elképzelésnek a rövidlátását, amelyet a Patrick B. McGinnis által irányított vezetőség azért fogadott el, hogy elkerülje a New Haven Connecticut államban elhelyezkedő Cos Cob-i erőművének korszerűsítését. A New Haven–Boston közötti vonalszakasz villamosítását végül 1999-ben fejezte be az Amtrak.
Az FL9 bevezetése előtt az összes nem motorvonatos New Haven-személyvonatot New York és New Haven között villanymozdonyok vontatták, New Havenben pedig gőzmozdonyokra (1950 előtt) vagy dízelmozdonyokra váltottak. A manhattani Park Avenue Viaduct súlykorlátjainak megfelelve az FL9 lehetővé tette a mozdonycsere kiküszöbölését, és azt, hogy a vonatok rövidebb idő alatt érjenek a Grand Centralra. FL9-eseket használtak a New Haven első számú járatán, a Merchants Limiteden, amely 4 óra 15 perc alatt tette meg a Grand Central Terminal és a bostoni South Station közötti 229,5 mérföldes távot.
Az FL9 bevezetése lehetővé tette a New Haven számára, hogy leselejtezze az 1955 előtti villamos mozdonyait, amelyek közül sok kevesebb mint 25 éves volt. Az FL9 magasabb üzemeltetési költségekkel és kisebb teljesítménnyel rendelkezett, mint a leváltott villanymozdonyok, de rugalmasabb volt, mivel oda is el tudott jutni, ahová a villanymozdonyok nem. Az egyetlen New Haven-i villanymozdony-sorozat, amely túlélte az FL9-es időszakot, az 1955-ben gyártott General Electric EP-5, valamint a teherszállító General Electric E33 volt, amelyeket 1959-ben használtan vásároltak a Virginian Railwaytől. Bár egy EP-5 olyan erős volt, mint három FL9-es, a nagy teljesítményű EP-5-ösök a rossz karbantartás miatt halálra voltak ítélve, és az utolsó példányokat 1977-ben vonták ki a forgalomból, miután az azokat megöröklő Penn Central 1973-ban átállította őket teherszállításra. A New Haven mozdonyok kettős szolgálatra való felhasználásának politikájával összhangban az FL9-eseket éjszaka arra használták, hogy egy Trailer-on-FlatCar (TOFC) vonatot nehézkesen, a New Haven-i Cedar Hill rendező pályaudvar és a bronxi Oak Point rendező pályaudvar között egy irányban húzzanak. A másik irányba besorolt EP-5-ös mozdonyok könnyedén lehagyták a szomszédos Connecticut Turnpike közúti forgalmát.

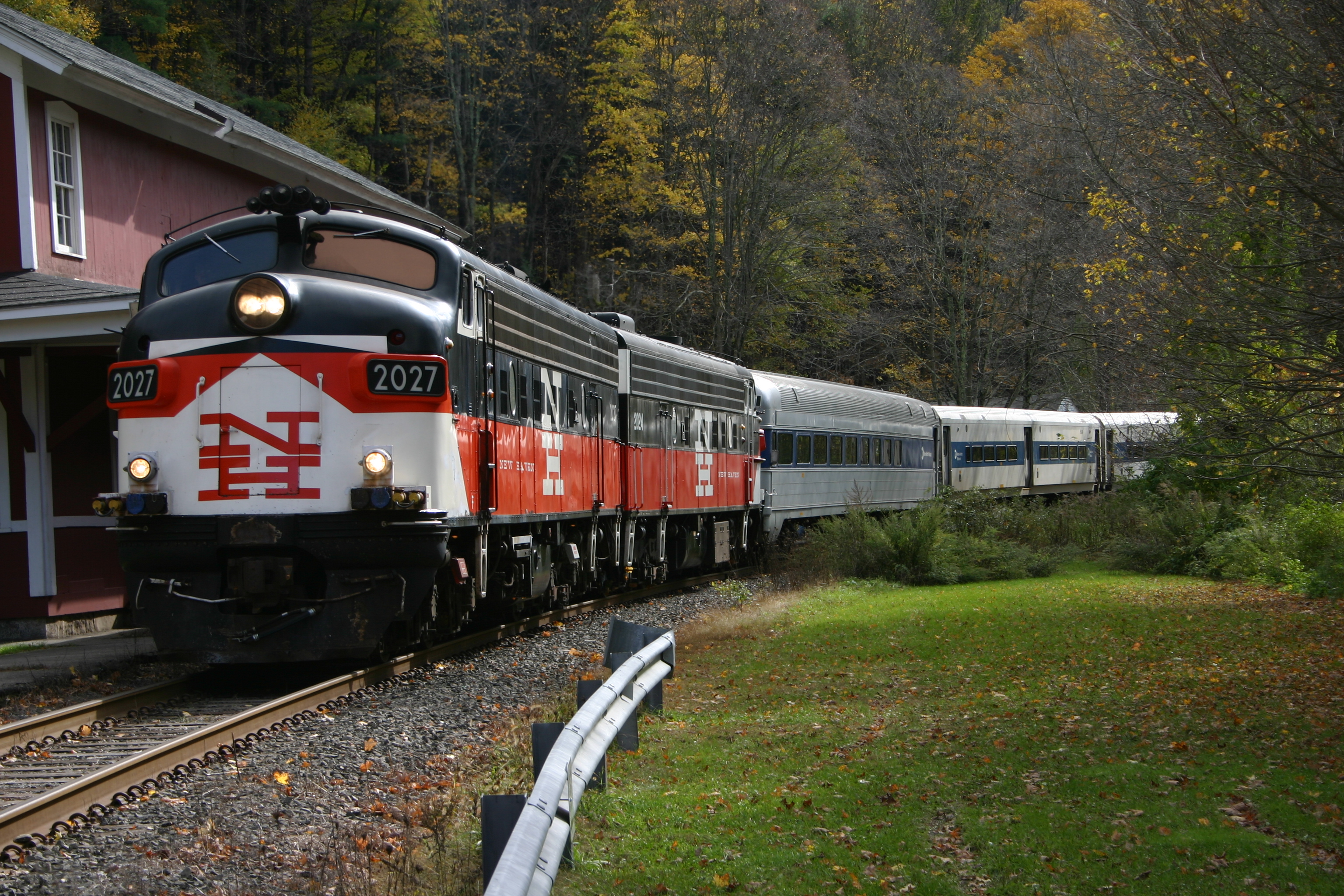
A „Farewell to the FL9’s” búcsújárat

Az FL9-eseket a kelleténél gyengébb teljesítményűnek tartották az általuk leváltott nagy teljesítményű villanymozdonyokhoz képest, amelyeknek szintén megvoltak a maguk problémái. A New Haven soha nem mondott le a villamosításról, ami az FL9-esek beszerzésének elsődleges okát semmissé tette. A New Havenben a mozdonycsere elkerülése lehetővé tette, hogy a nem villamosított területen közlekedő vonatokon továbbra is szolgálatban maradjanak, és hagyományos dízelmozdonyokként is üzemeltethetők voltak.

## Penn Central és azon túl
1969-ben a New Haven FL9 flottája a Pennsylvania Railroad és a New York Central Railroad egyesülésével a Penn Central tulajdonába került, mivel az ICC megkövetelte, hogy az újonnan alakult vállalat vegye át a csődbe ment New Haven irányítását. Néhányat átfestettek a Penn Central színeire, míg mások megmaradtak a korábbi New Haven festésükön. Amikor a New York-i Metropolitan Transportation Authority (MTA) 1970-ben elkezdte finanszírozni ezeket az ingázó járatokat, sokukat kékre festették át élénksárga orral, bár a Penn Central tulajdonában maradtak. A mozdonyok a csődbe ment Penn Centraltól a Conrail tulajdonába kerültek, amikor az 1976-ban megalakult. Tizenkét FL9-est eladtak az Amtraknek, amelyek közül hatot a Morrison-Knudsen 1978-tól kezdődően felújított, ezek legalább 1996-ig az Amtrak szolgálatában maradtak.
1983-ban a Conrail átadta az ingavonati tevékenységét az állami ügynökségeknek. New York államban az MTA leányvállalatként létrehozta a Metro-North Railroadot, hogy ezeket, valamint az állammal kötött szerződés alapján további járatokat üzemeltessen Connecticutban. A mozdonyokat átfestették a Metro-North színeire (a legtöbbet ezüst, kék és piros, illetve néhányat ezüst és kék színűre) és nagy részüket, amelyek némely esetben már több mint 25 évesek voltak, átépítették és korszerűsítették. A Connecticut Department of Transportation (CDOT) számára átépített tíz darab az eredeti üzemeltetőjük előtti tisztelgés gyanánt az eredeti New Haven-i festést kapták. Ez a hagyomány a CDOT Shore Line East szolgálati állományában lévő más típusú felújított mozdonyokon, valamint négy új GE Genesis II P32AC-DM kettős üzemmódú és és hat Brookville BL20GH dízel-elektromos mozdonyon is folytatódott.
A 21. század elejére az elhasználódott FL9-esek élettartama megközelítette az 50 évet, és fokozatosan újabb, nagyobb teljesítményű mozdonyokra cserélték le őket. Az FL9-esek használata az életük vége felé a mellékvonalakra korlátozódott, mivel már nem voltak képesek a harmadik sínnel való üzemeltetésre. A Metro-North és a Connecticut DOT, valamint a Housatonic Railroad 2005. október 23-án „Farewell to the FL9’s” (Búcsú az FL9-esektől) elnevezésű rajongói járatot indított Stamfordból Canaanba és vissza. Az utolsó utasszállító szolgálatot ellátó FL9-es járat 2009 végén volt, ugyanabban az évben vonta ki a forgalomból a Metro-North az összes megmaradt FL9-esét. Hat, a ConnDOT tulajdonában lévő mozdonyt 2018 végéig más üzemeltetőknek vagy múzeumoknak adtak el.
A kettős meghajtású koncepciót, amelyben az FL9 úttörőnek számított, a P32AC-DM és az EMD DM30AC vitte tovább, mindkettő az Amtrak, a Metro-North és a Long Island Rail Road járatain továbbra is üzemel.

## Eredeti tulajdonosok
| Vasúttársaság                             | Darabszám | Pályaszám |
| ----------------------------------------- | --------- | --------- |
| New York, New Haven and Hartford Railroad | 60        | 2000–2059 |

## Megőrzött példányok

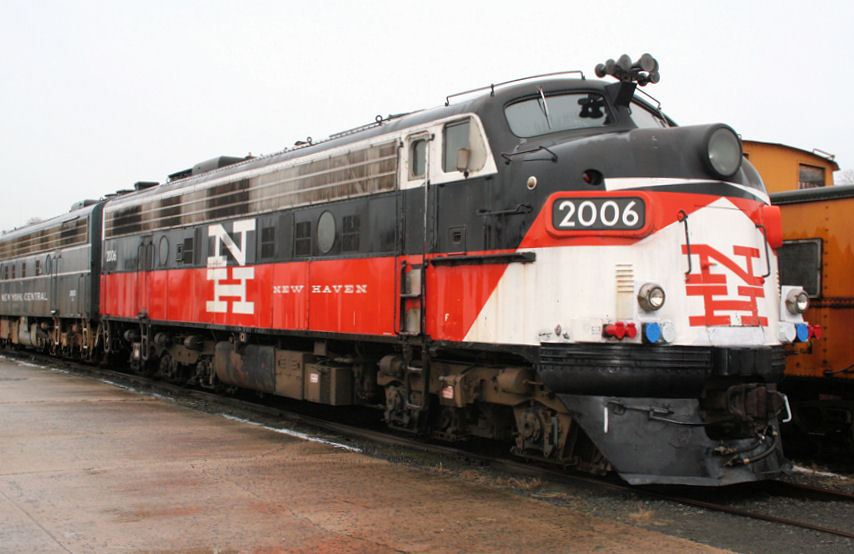
Két FL9-es a Danbury Railway Museumban. A hátsó FL9-es a New York Central Railroad történelemtől elrugaszkodó festését viseli

Számos FL9-es mozdony maradt fenn, melyeket különböző múzeumoknak és vasúttársaságoknak adományoztak.
- Az összes Amtrak-mozdonyt a New Jersey-i Morristown and Erie Railway vásárolta meg, de sokukat leselejtezték vagy alkatrészekre fosztottak. 
  - A 488-as és 489-es pályaszámú mozdonyok 2015-ig a Maine Eastern Railroad vonalán üzemeltek, kirándulóvonatokat húzva a Maine állambeli Brunswick és Rockland városok között. Ezután a Whippany Railway Museum kirándulójáratokon használta azokat 2020 októberéig, amikor a Morristown and Erie eladta a két egységet a Webb Rail LLC-nek.[11][12]
  - A 484-es pályaszámú mozdonyt először a Cuyahoga Valley Scenic Railroad vásárolta meg. A mozdony később átkerült a kanadai Québec keleti részén található Orford Expressre, ahol a vonal 2020. október 8-i bezárásáig üzemelt. A mozdonyra és a további gördülőállományra vonatkozó tervek nem ismertek.
- A 2023-as pályaszámú mozdonyt (az egykori New Haven #2057) a Connecticut Eastern Railroad Museumban őrizték meg.[13]
- Az összes fennmaradt ConnDOT-egységet (2011, 2014, 2016, 2019, 2024, 2026, 2027) 2018-ig privát tulajdonosoknak adták el:
  - A 2011-es és a 2026-os pályaszámú mozdonyokat a Massachusetts Coastal Railroad/Cape Cod Central Railroad tartja fenn üzemképes állapotban.
  - A 2014-es és a 2016-os pályaszámú mozdonyok 2019 októberében a Grapevine Vintage Railroad tulajdonában álltak. Ezeket a GVRX kirándulóvonatain használják a Grapevine-Main Street állomás és a Fort Worth Stockyards között.
  - A 2019-es pályaszámú mozdony (az egykori New Haven #2049) a Railroad Museum of New England tulajdonában áll. Az észak-karolinai „Streamliners at Spencer” rendezvényen 2014. május 29. és 2014. június 1. között üzemelt. Azóta a téli szezonban az RMNE Northern Lights Limited ünnepi járatát húzza a Naugatuck Railroadon.[14]
  - A 2024-es pályaszámú mozdony a Webb Rail LLC (WEBX) tulajdonában áll.[15]
  - A 2027-es pályaszámú mozdony a Boston Surface Railroad tulajdonában áll és a tervek szerint a Providence & Worcester Railroadon fog ingavonati járatokat húzni a vasút névadó városai között.
- A Railroad Museum of New England tulajdonában kettő felújításra váró FL9-es is van: a legrégebbi fennmaradt FL9-es, a New Haven 2005-ös pályaszámú (azóta 2002-re átszámozott),[14] illetve a legutolsó legyártott EMD F sorozatú mozdony, a New Haven 2059-es pályaszámú, a későbbi Metro-North 2033-as számú mozdonya.[16]
- Kettő, a 2006-os és a 2013-as pályaszámú FL9-est a Danbury Railway Museumban őrizték meg. A 2006-os New Haven-, míg a 2013-as New York Central-festéssel rendelkezik, annak ellenére, hogy a NYC gördülőállományában soha sem volt egyetlen FL9-es sem.[17]

## Megjelenése a popkultúrában
1978-ban az 5048-as pályaszámú FL9-est használták az eredeti Superman című film forgatásán, melynek főszereplője Christopher Reeve volt. A még mindig New Haven színűre festett egység Lex Luthor bemutatkozó jelenetében egy ingázó vonatot húzott el a rejtekhelyének bejárata mellett.

## Fordítás
- Ez a szócikk részben vagy egészben  az   EMD FL9 című angol Wikipédia-szócikk ezen változatának fordításán alapul.  Az eredeti cikk szerkesztőit annak laptörténete sorolja fel. Ez a jelzés csupán a megfogalmazás eredetét és a szerzői jogokat jelzi, nem szolgál a cikkben szereplő információk forrásmegjelöléseként.